# Rally El Corte Inglés de 1997
El El Corte Inglés de 1997, oficialmente 21.º Rally El Corte Inglés, fue la vigesimoprimera edición, la cuarta cita de la temporada 1997 del Campeonato de Europa de Rally y la primera de la temporada 1997 del Campeonato de España de Rally. Fue también puntuable para el campeonato de Canarias y el Desafío Peugeot. Se celebró del 6 al 8 de marzo y contó con un itinerario de veintidós tramos que sumaban un total de 341,38 km cronometrados.

## Itinerario
| Día   | Tramo | Nombre                    | Distancia | Hora  | Ganador         | Tiempo | Líder       |
| ----- | ----- | ------------------------- | --------- | ----- | --------------- | ------ | ----------- |
| Día 1 | TC1   | Telde 1                   | 30.00 km  | 08:45 | Bruno Thiry     | 18:02  | Bruno Thiry |
| Día 1 | TC2   | Agüimes 1                 | 17.43 km  | 09:55 | Jesús Puras     | 11:29  | Jesús Puras |
| Día 1 | TC3   | Fataga 1                  | 6.00 km   | 10:55 | Jesús Puras     | 3:52   | Jesús Puras |
| Día 1 | TC4   | Maspalomas 1              | 11.13 km  | 11:20 | Bruno Thiry     | 6:05   | Jesús Puras |
| Día 1 | TC5   | Gran Karting Club 1       | 1.70 km   | 11:55 | Bruno Thiry     | 1:36   | Jesús Puras |
| Día 1 | TC6   | Telde 2                   | 30.00 km  | 13:00 | Bruno Thiry     | 18:03  | Jesús Puras |
| Día 1 | TC7   | Agüimes 2                 | 17.43 km  | 14:10 | Jesús Puras     | 11:33  | Jesús Puras |
| Día 1 | TC8   | Fataga 2                  | 6.00 km   | 15:42 | Jesús Puras     | 3:52   | Jesús Puras |
| Día 1 | TC9   | Maspalomas 2              | 11.13 km  | 16:10 | Bruno Thiry     | 6:04   | Jesús Puras |
| Día 1 | TC10  | Telde 3                   | 30.00 km  | 17:30 | Jesús Puras     | 17:54  | Jesús Puras |
| Día 1 | TC11  | Agüimes 3                 | 17.43 km  | 18:45 | Jesús Puras     | 11:25  | Jesús Puras |
| Día 1 | TC12  | Fataga 3                  | 6.00 km   | 20:20 | Jesús Puras     | 3:56   | Jesús Puras |
| Día 1 | TC13  | Maspalomas 3              | 11.13 km  | 20:45 | Bruno Thiry     | 6:08   | Jesús Puras |
| Día 1 | TC14  | Gran Karting Club 2       | 1.70 km   | 21:20 | Sergio Trevisan | 1:37   | Jesús Puras |
| Día 2 | TC15  | Cumbres de Gran Canaria 1 | 22.20 km  | 10:00 | Jesús Puras     | 13:25  | Jesús Puras |
| Día 2 | TC16  | Artenara 1                | 31.15 km  | 10:50 | Jesús Puras     | 20:09  | Jesús Puras |
| Día 2 | TC17  | Azuaje 1                  | 6.70 km   | 12:00 | Jesús Puras     | 3:51   | Jesús Puras |
| Día 2 | TC18  | Firgas 1                  | 11.10 km  | 12:15 | Jesús Puras     | 6:42   | Jesús Puras |
| Día 2 | TC19  | Cumbres de Gran Canaria 2 | 22.20 km  | 14:05 | Jesús Puras     | 13:31  | Jesús Puras |
| Día 2 | TC20  | Artenara 2                | 31.15 km  | 14:55 | Jesús Puras     | 20:16  | Jesús Puras |
| Día 2 | TC21  | Azuaje 2                  | 6.70 km   | 16:05 | José Mari Ponce | 3:52   | Jesús Puras |
| Día 2 | TC22  | Firgas 2                  | 11.10 km  | 16:40 | José Mari Ponce | 6:43   | Jesús Puras |

## Clasificación final
| Pos. | Piloto                | Copiloto           | Automóvil                     | Tiempo  | Diferencia |
| ---- | --------------------- | ------------------ | ----------------------------- | ------- | ---------- |
| 1.   | Jesús Puras           | Carlos del Barrio  | Citroën ZX Kit Car            | 3:30:28 | 0.0        |
| 2.   | Bruno Thiry           | Stéphane Prévot    | Ford Escort RS Cosworth       | 3:31:28 | +1:00      |
| 3.   | Juha Kankkunen        | Juha Repo          | Toyota Celica GT-Four (ST205) | 3:33:14 | +2:46      |
| 4.   | José Mari Ponce       | Gaspar León        | Toyota Celica GT-Four (ST205) | 3:33:19 | +2:51      |
| 5.   | Miguel Martínez-Conde | Felipe Alonso      | Renault Mégane Maxi           | 3:35:14 | +4:46      |
| 6.   | Krzysztof Hołowczyc   | Maciej Wisławski   | Subaru Impreza 555            | 3:36:35 | +6:07      |
| 7.   | Daniel Alonso         | Salvador Belzunces | Ford Escort Kit Car           | 3:37:23 | +6:55      |
| 8.   | Gregorio Picar        | Víctor Pérez       | Ford Escort RS Cosworth       | 3:40:59 | +10:31     |
| 9.   | Bert de Jong          | Ton Hillen         | Ford Escort RS Cosworth       | 3:44:50 | +14:22     |
| 10.  | Flavio Alonso         | Ignacio A. Eguren  | Ford Escort RS Cosworth       | 3:47:22 | +16:54     |